# Artigat
Artigat – miejscowość i gmina we Francji, w regionie Oksytania, w departamencie Ariège.
Według danych na rok 1990 gminę zamieszkiwało 416 osób, a gęstość zaludnienia wynosiła 17 osób/km² (wśród 3020 gmin regionu Midi-Pireneje Artigat plasuje się na 661. miejscu pod względem liczby ludności, natomiast pod względem powierzchni na miejscu 430.).